# دهستان گاورود (کامیاران)
دهستان گاورود نام دهستانی در بخش موچش شهرستان کامیاران، استان کردستان در ایران است. براساس سرشماری مرکز آمار ایران در سال ۱۳۸۵، جمعیت آن ۱۱۳۰۴ نفر (۲۶۵۹ خانوار) بوده‌است.

## روستاها
1سربناو
2نجف آباد
3ماسان
4کوله ساره
5سرچی
6طای
7هندیمن
8فرج آباد
9فارس آباد